# Patata novella di Messina
La patata novella di Messina è un tipo di patata delle varietà Spunta e Sieglinde coltivata nelle provincia di Messina, in particolar modo nella valle del Niceto. È un prodotto tipico siciliano e su indicazione della Regione Siciliana è stato ufficialmente inserito nella lista dei prodotti agroalimentari tradizionali italiani (P.A.T) del Ministero delle politiche agricole alimentari e forestali (Mipaaf).
È una varietà precoce che vista la coltivazione in terreni miti può essere raccolta tra maggio e giugno.

## Usi
La patata di Messina, principalmente usata in cucina al fresco, a fette o lessa, viene anche impiegata come contorno dell'insalata di polpo o nella ghiotta di piscistoccu (piatto che consiste di tranci di stoccafisso cotti lungamente in un intingolo di salsa ottenuta da  sedano, olive verdi salate, capperi, salsa di pomodoro, patate ed innaffiando il tutto con abbondante olio extra vergine di oliva).